# Alessandro Campeggio
Pour les articles homonymes, voir Campeggio.
Alessandro Campeggio (né à Bologne, en Émilie-Romagne, Italie, le 12 avril 1504 et mort le 21 septembre 1554 à Rome) est un cardinal italien du XVIe siècle. Il est le fils du
cardinal Lorenzo Campeggio (1517), qui est entré dans l'état ecclésiastique après la mort de sa femme.

## Biographie
Alessandro Campeggio est nommé évêque de Bologne en 1526. Il est vice-légat à Avignon en 1542-1544 et clerc à la Chambre apostolique en 1544.
Campeggio est créé cardinal par le pape Jules III lors du consistoire du 20 novembre 1551.